# Ansichtskarte

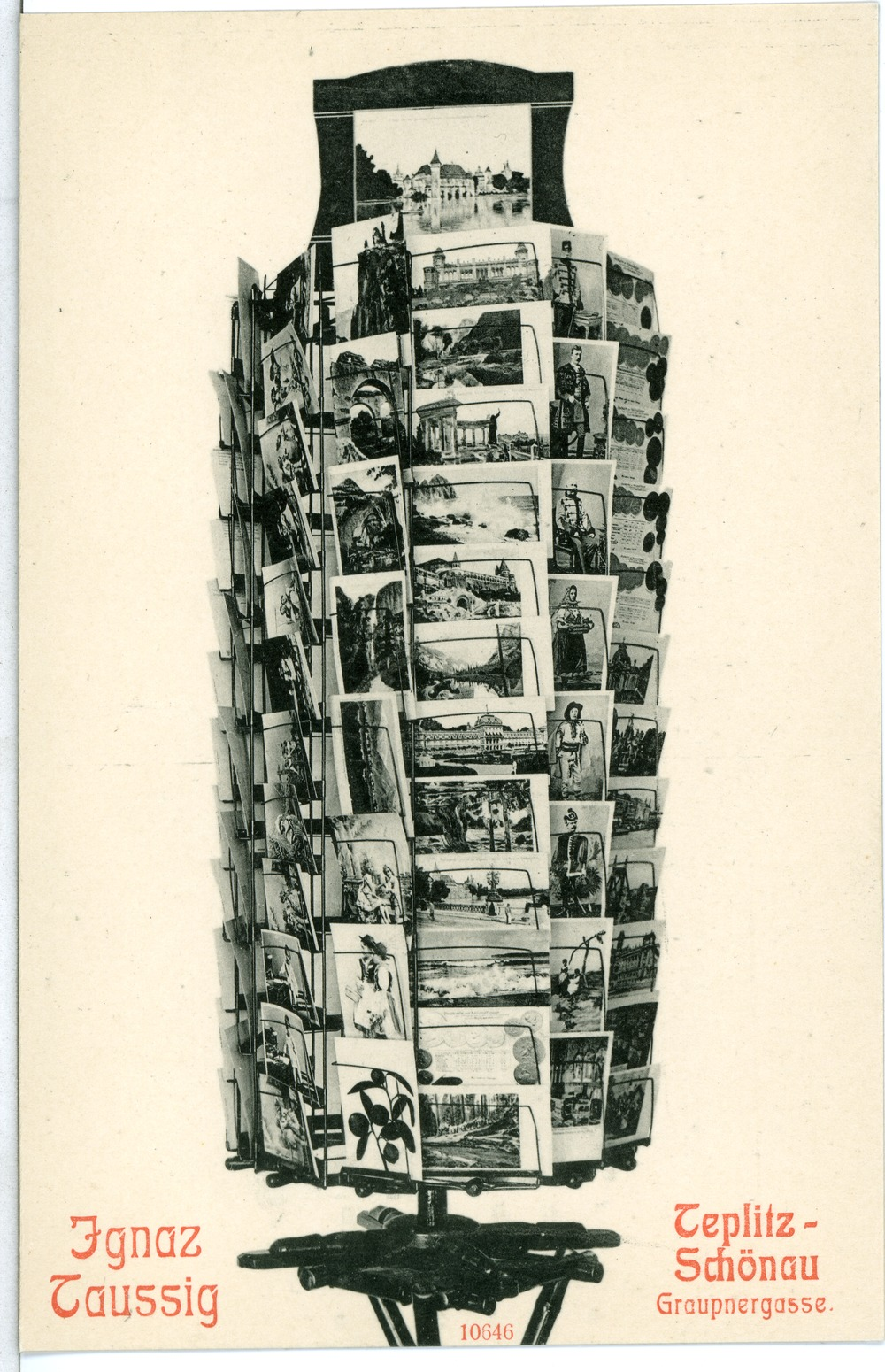
Ansichtskarten-Ständer für 120 verschiedene Karten (abgebildet auf einer Ansichtskarte)

Eine Ansichtskarte oder Ansichtspostkarte ist eine Postkarte mit einem Bilddruck auf der Rückseite, oder sie selbst ist ein fotografisches Papierbild. Heute gibt es Karten, die mitunter zusätzliche Abbildungen auf der Adressseite haben. Im weiteren Sinne gehören nicht nur bedruckte, sondern auch gemalte beziehungsweise gezeichnete Exemplare hierzu. Die Ansichtskarte dient primär der schriftlichen illustrierten Korrespondenz, wird aber auch als Andenken verwendet oder als historisches Bilddokument gesammelt. Der Begriff Bildpostkarte wird manchmal synonym zu Ansichtskarte verwendet, ist allerdings in manchen Fällen nicht identisch, da es auch eine eigenständige Form der Postkarten mit dieser Bezeichnung gibt.
Anfänglich beauftragten Ansichtskartenverlage Künstler und Lithografen, Entwürfe für ihre Ansichtskarten zu gestalten. Später kam das Bildmaterial üblicherweise von Fotografen, wie es auch heute noch der Fall ist. Da die Versandkosten der Ansichtspostkarte zumeist niedriger als die eines Briefes waren, stellte sie lange Zeit die kostengünstigste Form der schriftlichen Korrespondenz mit Illustration dar. Der Markt für neue Ansichtskarten ist tendenziell rückläufig, weil stattdessen zunehmend modernere Kommunikationsformen (z. B. Instant-Messaging-Diensten, MMS oder E-Mail) genutzt werden.
Das Sammeln und Erforschen von Post- und Ansichtskarten wird als Philokartie bezeichnet.

## Geschichte

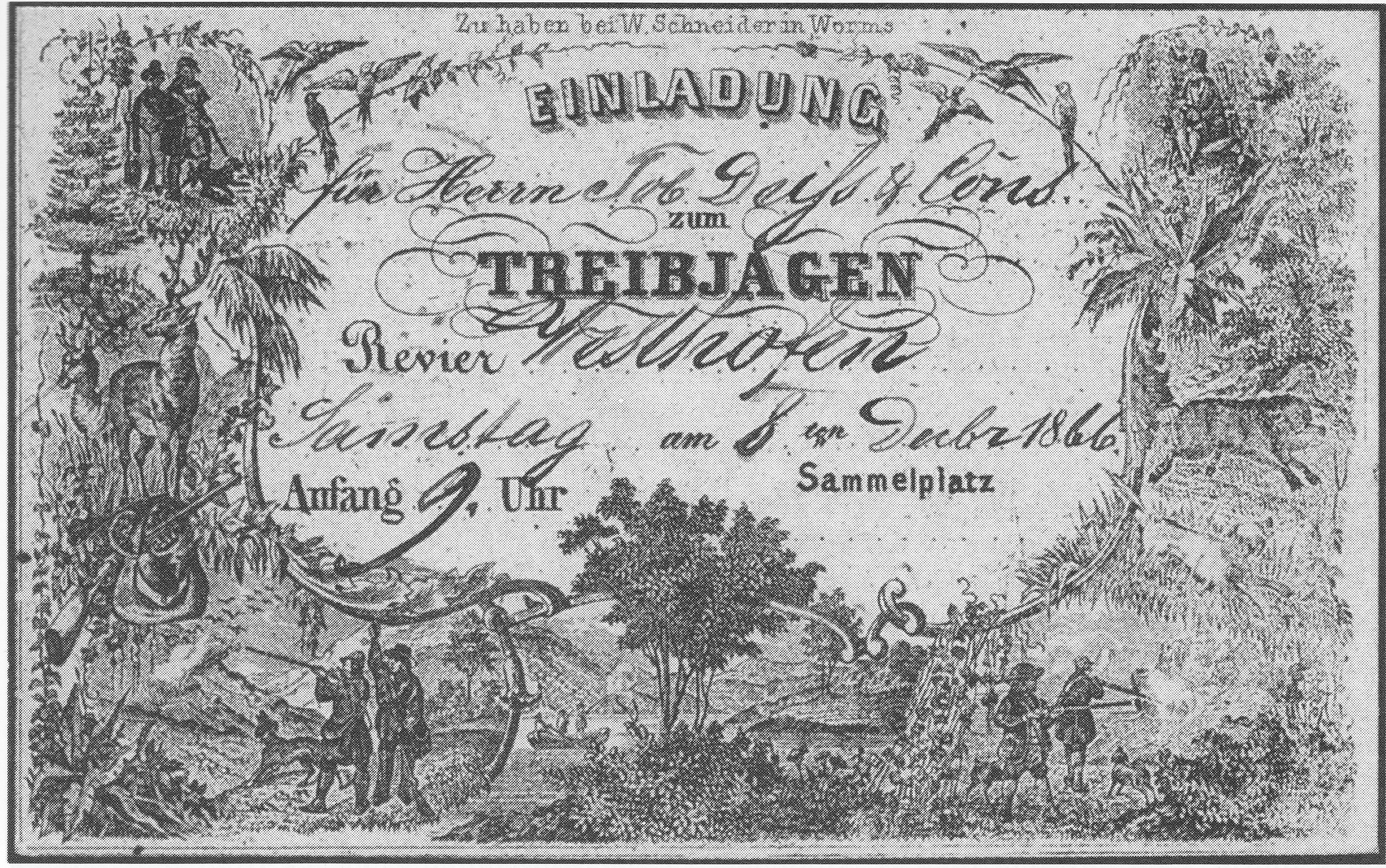
Älteste bekannte deutsche Ansichtskarte (Vorläufer) von Lithograf Wilhelm Schneider, Worms.

### Vorläufer
Wann und von wem die erste Ansichtskarte gedruckt wurde, ist nicht sicher bekannt. Als erster Hersteller kommt der Kupferstecher Demaison aus Frankreich in Frage, der laut „L’Almanach de la Petite Poste de Paris“ bereits 1777 Karten, die möglicherweise sogar mit Bildern versehen waren, gedruckt haben soll. Weder von diesen Karten existieren heute noch Exemplare noch vom Almanach, der jedoch in anderen Quellen mit der Information zitiert wird, es gäbe „gegenwärtig gewisse Gravüren von Karten, die durch die Post mit offen lesebaren Mitteilungen befördert werden. Die neue Erfindung rührt von dem Graveur Demaison her, und man spricht viel davon.“
Als 1840 erstmals in England die Briefmarken eingeführt wurden, wurde dort noch im selben Jahr eine handgemalte bebilderte Karte verschickt. Diese Karte wurde 2002 für insgesamt 31.750 £ versteigert.
Die erste ganzseitig bebilderte deutsche Karte, die ohne Umschlag verschickt wurde, stammt nach heutiger Kenntnis von 1866. Sie enthält eine Einladung zur Treibjagd, stammt vom Lithografen Wilhelm Schneider aus Worms und ist postalisch gelaufen am 5. Dezember 1866. Diese auf hellgrünem Karton gedruckte Karte lief von Westhofen nach Offstein mit zwei 1-Kreuzer-Freimarken (Thurn-und-Taxis-Post).
Vor der erstmaligen postamtlich-offiziellen Einführung der Postkarte 1869 in Österreich-Ungarn gab es weitere Vorläufer der Ansichtskarte, so beispielsweise in den altdeutschen Postgebieten die sogenannten „Offenen Karten“. Auf ihnen nahm aber nur sehr selten eine Abbildung eine Kartenseite vollständig ein. Allerdings ist auch diese Karte vor der Einführung der Correspondenzkarten (Postkarten) gedruckt und versandt worden und somit als ein Vorläufer anzusehen. Die älteste Karte dieser Art ist eine 2007 auf einem Flohmarkt entdeckte offene Karte mit Stempel Berlin P.E. No. 12 vom 28. März 1867 und einer Preußenmarke 1 Silbergroschen (Michel Nr. 16).

### Erste Postkarten
Ursprünglich waren Postkarten nur für rein schriftliche Korrespondenz ohne Illustration vorgesehen, damals wurden sie noch als Correspondenzkarten bezeichnet. Der Oldenburger Drucker und Buchhändler August Schwartz druckte bereits am 16. Juli 1870, also 15 Tage nach der amtlichen Einführung der Correspondenzkarte im norddeutschen Postgebiet, eine Karte mit einer Holzschnittvignette und sandte sie per Post nach Magdeburg. Somit war Schwartz der erste Deutsche, der eine illustrierte Postkarte druckte und verschickte. Allerdings besaß diese Karte keine vollständig bedruckte Seite, sondern nur eine kleinere Abbildung mit einem Artilleriebildchen. Daneben gibt es einige weitere angebliche „Ansichtskartenerfinder“, also Personen, die meinten, sie hätten die Ansichtskarte erfunden, oder dafür gehalten wurden. Obwohl diese Frage nach dem „Erfinder“ seit Beginn der Philokartie schon häufig versucht wurde zu klären, ist es bis heute nicht so eindeutig gelöst. Je nach nationaler oder lokaler Herkunft der Autoren wurden außerdem schon verschiedene Personen dafür gehalten. Es kommt außerdem auf die Definition an, was schon als Ansichtskarte gilt und was noch nicht.
Die älteste bekannte österreichisch-ungarische Karte wurde am 19. Mai 1871 als Einschreiben (Reko) von Wien nach Zombor und zurück nach Wien versandt. Die Karte schickte der Serbe Petar Manojlovic an seinen Vetter, den Advokaten Demeter Manojlovic. Offiziell wurden Ansichtskarten in Österreich-Ungarn erst ab 1. Januar 1885 zugelassen. Das einzige bekannte Exemplar galt seit 1936 als verschollen, wurde aber bei einer Versteigerung des Auktionshauses Weissenböck Ende Oktober 2009 für einen Preis von 11.000 Euro versteigert.
Ab 1871 verkaufte die Post Ansichts- und Glückwunschpostkarten. Seit dem 1. Juli 1872 wurden in Deutschland zudem private, nicht von der Post hergestellte Motivpostkarten zugelassen.
Von einem zaghaften Beginn einer Ansichtskartenbranche kann ab etwa 1885 gesprochen werden. Frühere Karten sind sehr selten.

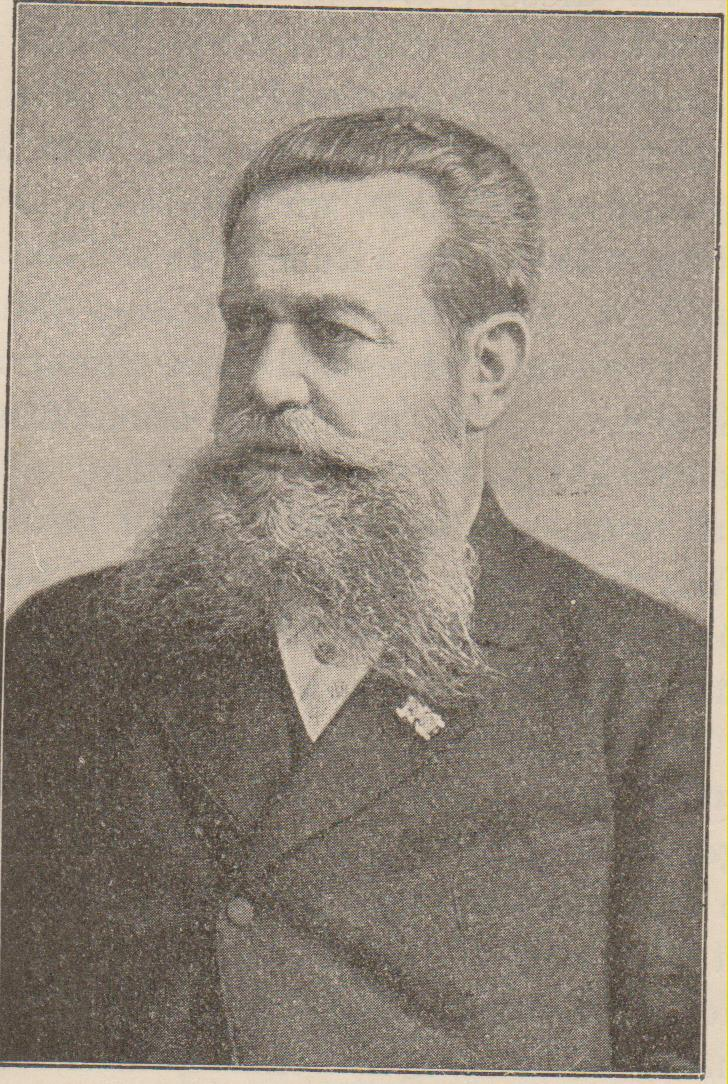
August Schwartz aus Oldenburg
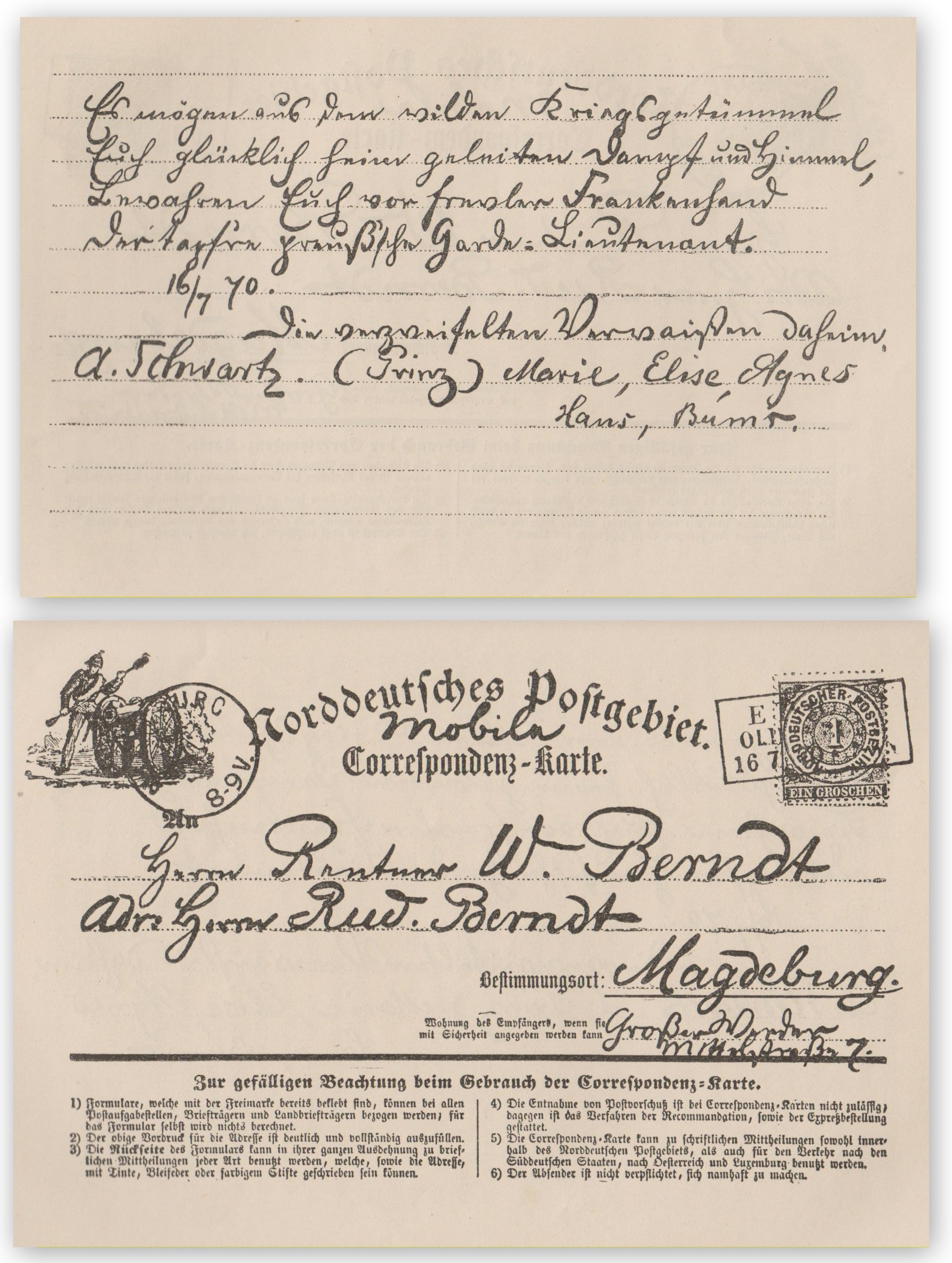
Postkarte mit Zudruck von A. Schwartz
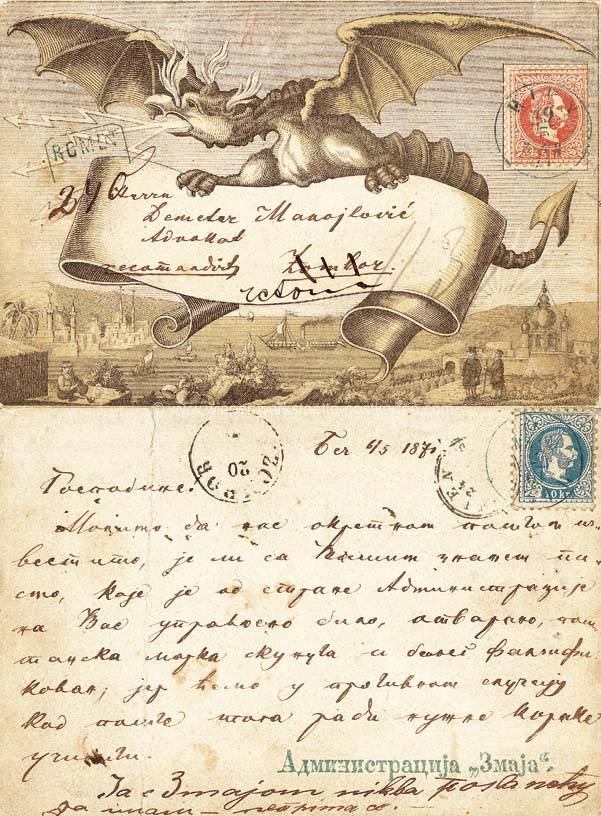
Vorder- und Rückseite der ältesten bekannten österreichisch-ungarischen Ansichtskarte

### Großer Aufschwung

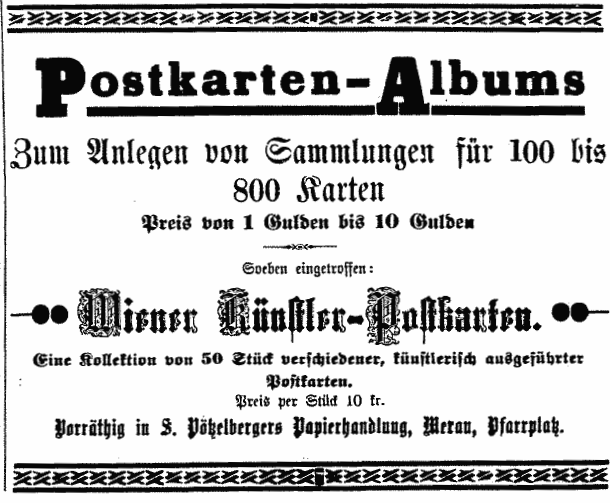
Im späten 19. Jahrhundert wurden eigene Sammelalben populär, hier eine Zeitungsannonce von 1898

Bis zum großen Durchbruch der Ansichtskarten in Deutschland dauerte es noch etwa bis 1896. Außerhalb des deutschsprachigen Raums wurden sie erst wenige Jahre später richtig populär. 1902 wurden in der Schweiz 22 Millionen Ansichtspostkarten aufgegeben. Ein Grund für die zunehmend größere Beliebtheit der Karten war der Einsatz der Chromolithografie, die bunte statt nur schwarz-weiß bedruckte Karten ermöglichte. Preisliche Attraktivität und Massenproduktion wurden durch den Einsatz der Schnellpresse ermöglicht.
Neben den technischen Möglichkeiten trug auch der anwachsende Tourismus, der durch den Massenverkehr entstand, zum Aufschwung bei. Durch die gestiegene Zugänglichkeit vieler Regionen per Bahn, Schiffsreisen, organisierten Tourismus usw. stieg bei vielen das geographische Interesse. Zudem erwachte Interesse an Ethnologie, Exotischem und „Ursprünglichem“, auch im Sinne von Denkmalschutz und Heimatbewegung. Alle diese Entwicklungen drücken sich in der Vielfalt der Motive der Ansichtskarten um 1900 aus: Sehenswürdigkeiten, historische oder alltägliche Stadtbilder, Kultur- und Naturdenkmäler, Landschaften, Trachten, aktuelle Ereignisse, auch pittoreske, manchmal armutsbestimmte Szenen, aber auch andere Kulturen, überseeische Alltagsszenen (Märkte usw.), Rituale und Ähnliches. Erstmals waren also authentische Aufnahmen aus fast allen Regionen der Welt erhältlich, mit nur wenigen Ausnahmen von Regionen, wo es keine westlichen Reisenden und daher auch keine Abnehmer gab. Zu dieser neuentdeckten geographischen Vielfalt und Unmittelbarkeit kam der neue photographische Blick, der die idealisierten Drucke durch eine neue Ästhetisierung der Wirklichkeit ablöste und den Karten so neben dem dokumentarischen auch einen Wert als besondere Form der historischen Gebrauchskunst verlieh.
Bis zum Ausbruch des Ersten Weltkrieges wurden Ansichtskarten hauptsächlich für Grüße von Ausflügen und Reisen oder für Glückwünsche zum Geburtstag, zum Jahreswechsel sowie zu anderen feierlichen Anlässen verwendet. Reisen ins Ausland waren damals noch bei Weitem nicht so üblich wie heute. Daher wurde der Großteil der Karten innerhalb der Landesgrenzen verschickt. Im Ersten Weltkrieg wurden sehr viele Karten als Feldpost verschickt und in der Zeit des Nationalsozialismus oft als Propagandapostkarten verwendet. Aus der Zeit der Weltkriege stammen daher viele Karten mit chauvinistischen oder kriegsverherrlichenden Darstellungen. Nach dieser Zeit wurden Ansichtskarten zumeist wieder für kurze Mitteilungen von Reisen oder als zunehmend internationaler Urlaubsgruß verwendet.
Besonders in Deutschland entwickelte sich eine ausgeprägte Druckindustrie, die hochwertigere Ansichtskarten herstellte als zuvor und im Vergleich zu anderen Ländern auch eher hochwertig war und weltweit Kunden belieferte. Bedeutende Druckereien und Verlage zu Beginn des 20. Jahrhunderts, die Postkarten weit über ihre Landesgrenzen hinaus produzierten, waren unter anderen Emil Pinkau & Co., Dr. Trenkler & Co., Louis Glaser sowie Trinks & Co. in Leipzig, Römmler & Jonas sowie Stengel & Co. in Dresden, Knackstedt & Näther, M. Glückstadt & Münden, H.A.J. Schultz & Co Nachf. sowie Albert Aust in Hamburg, Brück & Sohn in Meißen, Purger & Co. in München, Reinicke & Rubin in Magdeburg, Photoglob sowie der Postkartenverlag Künzli von Carl Künzli-Tobler und Nachfolgern in Zürich, Brunner & Co. in Como, Raphael Tuck & Sons in London und Neurdein Frères sowie Léon & Lévy in Paris. Größter Postkartenverlag der DDR war der Planet-Verlag Berlin.
Mit der Entwicklung und zunehmenden Verbreitung moderner Kommunikationsmittel (z. B. E-Mail, Soziale Netzwerke im Internet) und Bildtechnologien (z. B. Digitalfotografie, MMS) verliert die Ansichtskarte zusehends an Bedeutung, ist aber nach wie vor im Alltag präsent.

## Arten der Abbildungen und Verwendungszweck

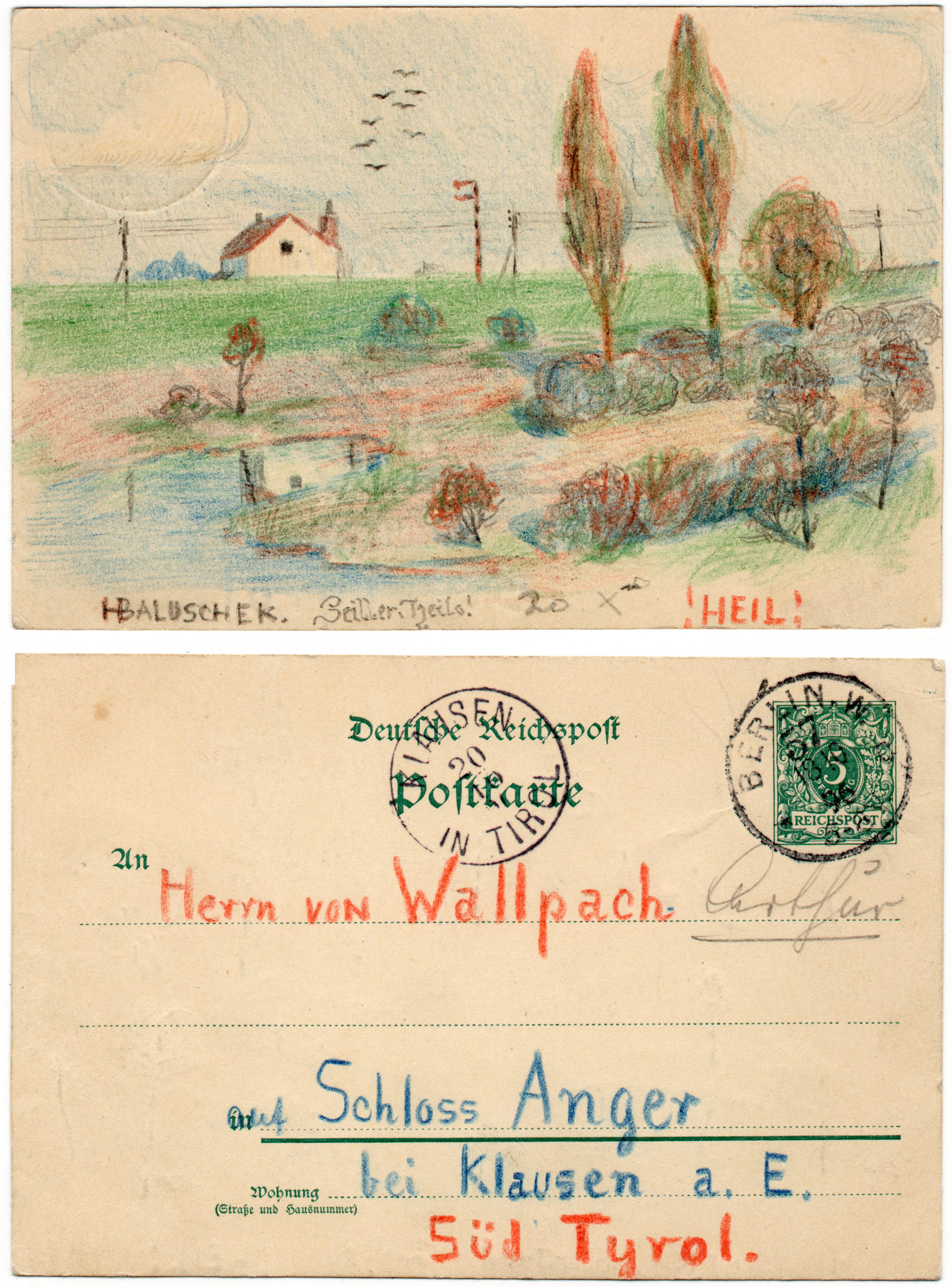
Künstlerpostkarte von Hans Baluschek an Arthur von Wallpach, 1896

Topografie-KartenAbbildungen von Städten, Ortschaften, Landschaften oder Gewässern. Die Abbildungen zeigen typischerweise berühmte Bauwerke, bekannte Plätze, Sehenswürdigkeiten oder charakteristische Ansichten von der besuchten Gegend und sollen einen Eindruck vom Aufenthaltsort vermitteln. Karten dieser Art waren seit Beginn die häufigsten und beliebtesten.
MotivkartenKarten mit unterschiedlichen Motiven wie z. B. Tiere, Technik, Kunstreproduktionen.
KünstlerpostkartenNicht nur einzelne Künstler wie beispielsweise Joseph Beuys, Dieter Roth, Horst Janssen, Günter Brus, sondern auch Mitglieder von Künstlergruppen (Wiener Werkstätte, Bauhaus, Brücke, Blauer Reiter) schufen Karten.
GlückwunschkartenFür Grüße zu verschiedenen Anlässen wie z. B. Geburtstag, Weihnachten, Hochzeit.
WerbekartenAls Marketinginstrument z. B. als Gratispostkarten.

## Herstellungsverfahren

### Chronologie der populärsten Herstellungsverfahren
Herstellungsverfahren für größere Auflagen
- um 1885 bis 1910: einfarbige Lithografie
- um 1895 bis 1905: Chromolithografie
- um 1900 bis 1925: Lichtdruck
- um 1900 bis 1970: Autotypie
- um 1900 bis 1925: Kombinationsdruck (Autochromdruck, Heliochromografie)
- um 1915 bis 1925: Photochromdruck
- um 1915 bis 1950: Kupfertiefdruck
- um 1920 bis 1970: Fotografie auf Gelatinepapier
- um 1965 bis heute: Offsetdruck[33][34]

Herstellungsverfahren für Kleinstauflagen
- um 1900 bis 1920: Fotografie auf Kollodiumpapier
- um 1900 bis 1930: Fotografie auf Gelatinepapier[33]

Die verwendeten Herstellungsverfahren sind dabei sowohl von der Zeit der Herstellung als auch von der Auflage abhängig. Es existierten viele Verfahren parallel, die Wahl für ein Herstellungsverfahren hing von der Auflage, Kosten und Qualitätsansprüchen ab. Neben den genannten Verfahren, gab es auch weitere Verfahren, die gelegentlich angewendet wurden. Verwirrung besteht teilweise auch dadurch, dass Hersteller für ihre Durchführung der Verfahrung eigene Markennamen kreierten. Praktisch alle Druckverfahren wurden irgendwann für Ansichtskarten verwendet.

### Lithografie und Chromolithografie
Die Lithografie ist eine alte, aus heutiger Sicht vergleichsweise aufwändige Drucktechnik, die nur für relativ kleine Auflagen verwendet werden konnte. Zunächst waren Lithografien fast immer einfarbig, ab etwa 1895 wurden Ansichtskarten überwiegend als mehrfarbige Chromolithografien gedruckt. Bei mehrfarbigen Lithografien werden verschiedene Farbschichten übereinander gedruckt. Es wurden meist zwei oder mehrere Einzelbilder eines Ortes bzw. einer Stadt um eine Hauptansicht bzw. Totalansicht gruppiert. Lithografien sind häufig mit Ornamentik, Schnörkeln, Rähmchen, Ranken, Blumen oder Blättern verziert. Ansichtskarten aus dieser Epoche sind nicht automatisch alle Lithografien, wie es teilweise falsch bei Online-Auktionen angegeben wird. Typisch für topografische Lithografien aus dieser Zeit ist ein Schriftzug auf der Bildseite mit Ortsnamen: Gruss aus …
Die Ära der Chromolithografien kam etwa um 1905 zu einem fast abrupten Ende. Nach dieser Zeit ist auch ein relativ deutlicher Wechsel im Stil der Ansichtskarten feststellbar, weil zu der Zeit der Jugendstil sich seinem Ende zuneigte.

Karten, die mit diesem Druckverfahren hergestellt wurden, sind heute bei vielen Sammlern sehr beliebt. Im Sammler-Jargon werden sie oft kurz als Litho oder im Plural als Lithos bezeichnet. Litho-Karten sind weniger unter photographisch-dokumentarischen Gesichtspunkten als vielmehr unter ästhetischen bzw. dekorativen Aspekten zu sehen.

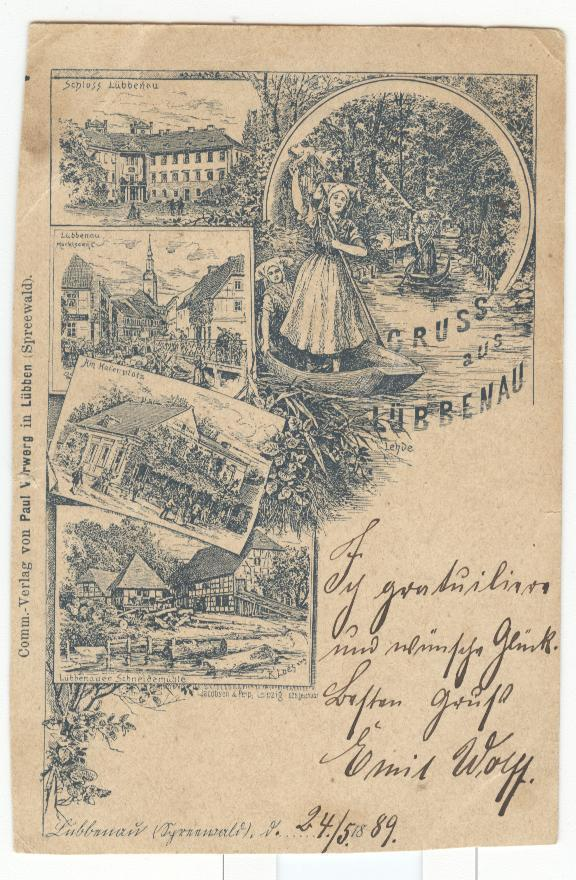
Frühe Lithografie-Ansichtskarte (Lübbenau, 1889)
Typische Chromolithografie-Ansichtskarte (Eich (Rhh.), vor 1906)
Detailansicht

### Lichtdruck
Mit dem Lichtdruck konnten erstmals Fotografien in hoher Auflage auf Ansichtskarten gedruckt werden. Zwischen etwa 1900 und 1910 war er das häufigste Druckverfahren für Ansichtskarten, er blieb jedoch bis 1920 relevant. Vereinzelt wurde er sogar bis in die 1950er Jahre angewendet. Der Lichtdruck hat zwar nicht die gleiche Qualität wie ein echter Fotoabzug, ist aber durch den Verzicht auf eine Punktrasterung des Motivs anderen Verfahren wie der Autotypie in seiner Wiedergabequalität überlegen.

Während lithografische und chromolithografische Ansichtskarten fast immer mehrere Motive zeigten, war bei Karten im Lichtdruck auch häufig nur ein Motiv abgedruckt. Ursächlich war hierfür wohl zusätzlich, dass kein Platz mehr für Text auf der Bildseite nötig war (siehe dazu unten).

Typische Lichtdruck-Ansichtskarte (Oppenheim, 1908)
Detailansicht: keine Rasterung, aber Runzelkorn

Autotypie-Ansichtskarte (Darmstadt, 1912). Die Karte wurde nur vier Tage nach der Aufnahme der Fotografie versendet, eine so schnelle Produktion war mit dem Lichtdruck nicht möglich.

### Autotypie
Die Autotypie war zwar schlechter von der Wiedergabequalität, dafür aber günstiger und schneller produziert werden, zudem waren sehr hohe Auflagen möglich. Sie wurde ab etwa 1900 für Ansichtskarten populär. Besonders verbreitet war die Autotypie als Mehrfarbendruck für Künstlerpostkarten, für diesen Zweck war sie noch bis etwa 1960 in Gebrauch, bevor sie schließlich vom Offsetdruck abgelöst wurde.

Detailansicht: deutliche Rasterung
Mehrfarben-Autotypie als Künstlerkarte (1912)
Detailansicht: deutliche Rasterung

### Kombinationsdruck
Zur Herstellung von farbigen Ansichtskarten wurden Verfahren entwickelt, die mehrere Druckverfahren miteinander kombinierten. Die Kombination von Autotypie und Farblithografie wird als Autochromdruck bezeichnet und war besonders populär. Die Kombination von Lichtdruck und Farblithografie bezeichnet man als Heliochromografie. Die Kombinationsdruckverfahren wurde etwa von 1900 bis 1925 angewendet.

Autochromdruck-Ansichtskarte (Frankfurt a. M., um 1910)
Detailansicht: deutliche Rasterung der Autotypie
Heliochromografie-Ansichtskarte (Weinheim, 1912)
Detailansicht: keine Rasterung des Lichtdrucks

### Photochromdruck
Der Photochromdruck ist eine Kombination der Techniken der Fotolithografie und der Chromolithografie. Sie wurde etwa 1898 eingeführt und war bis zum Ersten Weltkrieg populär. Gelegentliche Anwendung fand sie noch bis in die 1930er Jahre. Zur Hochzeit handelte es sich um das verbreitetste Druckverfahren für farbige Ansichtskarten.

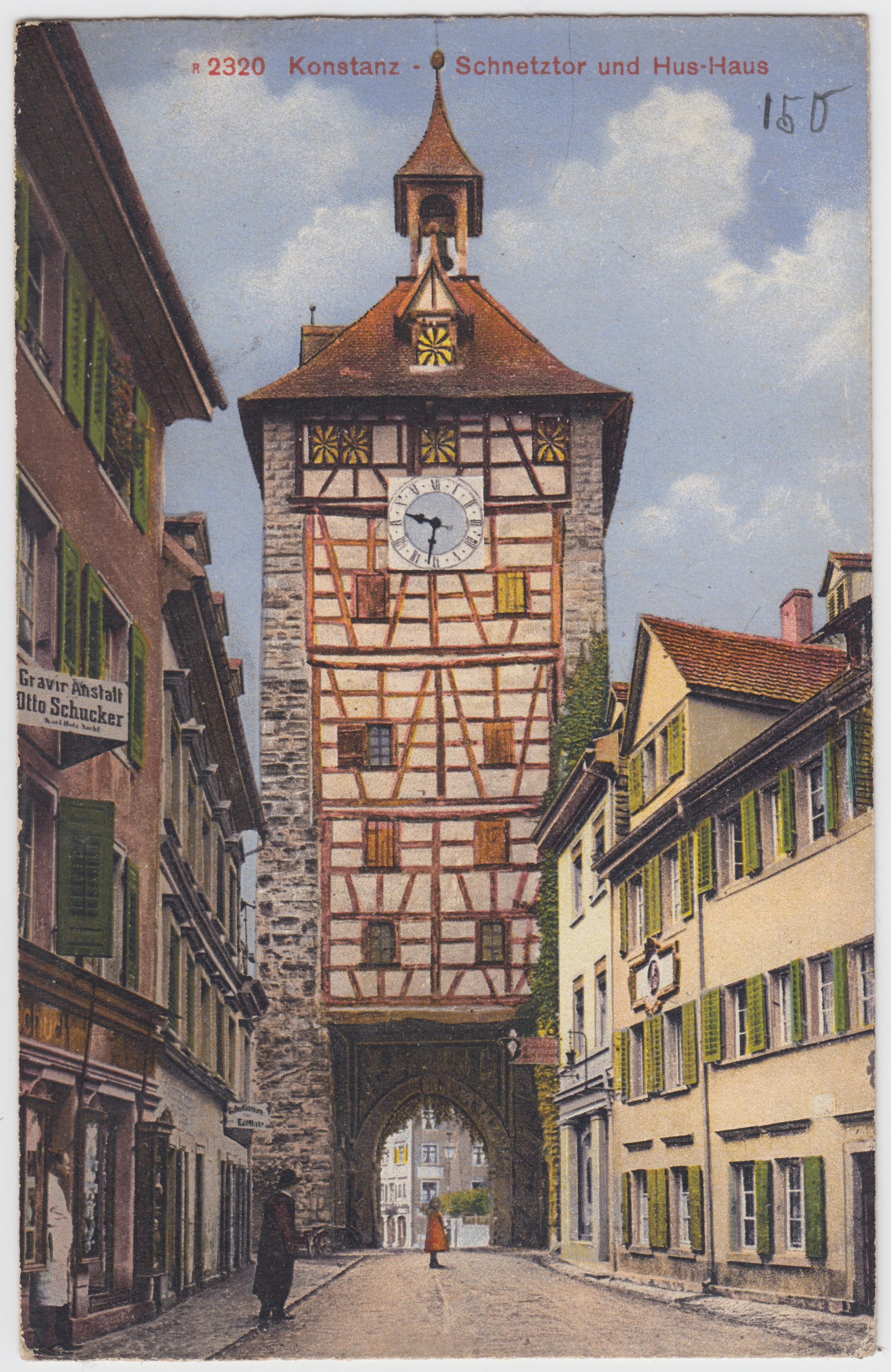
Fotochromdruck-Ansichtskarte (Konstanz, um 1910)
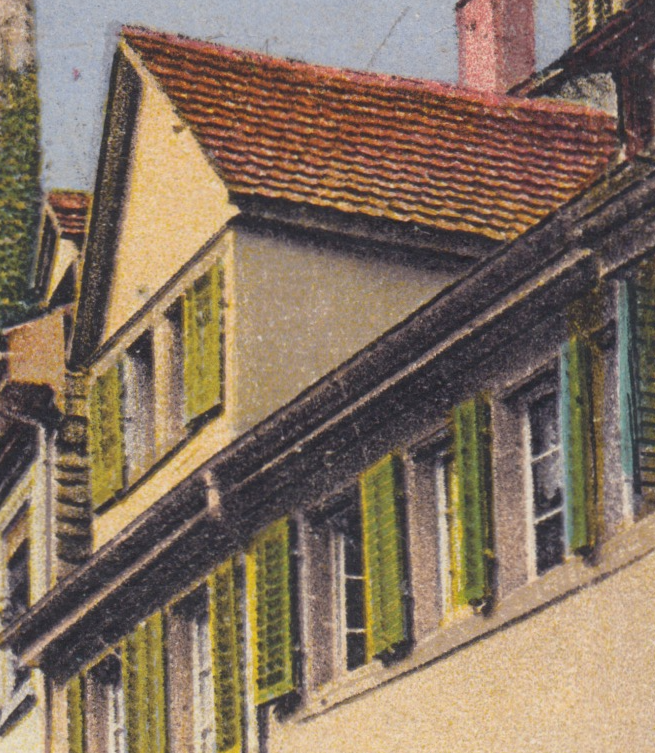
Detailansicht

### Kupfertiefdruck
Der Kupfertiefdruck, der aus der Heliogravüre entwickelt wurde, wurde für Ansichtskarten ab etwa 1910 genutzt, verbreitet war er ab 1915 und der Höhepunkt seiner Verbreitung lag in den 1930er und 1940er Jahren. Das Verfahren war nur hohe Auflagen rentabel. Aufgrund seiner matten Oberfläche besitzt er eine künstlerische Optik, die durch die häufige Verwendung von Büttenpapier gesteigert wurde. Die Farben sind meist braun, blau oder grün, in den 1950er Jahren wurden gelegentlich auch Mehrfarben-Kupfertiefdrucke genutzt. Das Raster besteht nicht aus Punkten, sondern aus einem Netz von weißen Linien.

Kupfertiefdruck-Ansichtskarte (München, 1927)
Detailansicht: Rasterung als Netz aus weißen Linien

### Echtfotopostkarten
Während (außer bei der Lithografie und gelegentlich bei der Autotypie) nahezu immer Fotografien als Vorlagen benutzt werden, handelt es sich bei den Resultaten der vorgenannten Verfahren nicht um fotografische Abzüge. Bereits ab dem späten 19. Jahrhundert wurden fotografische Verfahren für Postkarten genutzt. Diese beschränkten sich allerdings auf Kleinstauflagen. Ab etwa 1910 kam es zu einer Popularisierung durch die Entwicklung der Rotationsfotografie, die höhere Auflagen ermöglichte. Höhepunkt der Verbreitung waren die 1930er und 1940er Jahre, die Echtfotopostkarte war aber noch bis etwa 1970 verbreitet. Während für die frühen Ansichtskarten in Kleinstauflagen neben Gelatinepapier auch Kollodiumpapier und selten auch Albuminpapier verwendet wurde, waren die Ansichtskarten in größerer Auflage überwiegend auf Bromsilbergelatinepapier abgezogen.
Fotopostkarten werden im englischen Sprachraum auch als RPPC (real photo postcards) bezeichnet. Im deutschen Sprachraum ist nur die Bezeichnung Echtfotopostkarte eindeutig. Mit Fotopostkarten werden unter Umständen auch gedruckte, also nicht auf fotografischem Wege hergestellte Ansichtskarten bezeichnet, weil als Bildvorlage eine Fotografie verwendet wurde.

Frühe Echtfoto-Ansichtskarte, vermutlich Kollodiumpapier (Gmund, 1901)
Detailansicht: echte Halbtöne ohne Raster
Echtfoto-Ansichtskarte in Kleinstauflage, Kollodium- oder Gelatinepapier (Neuhammer, 1913)
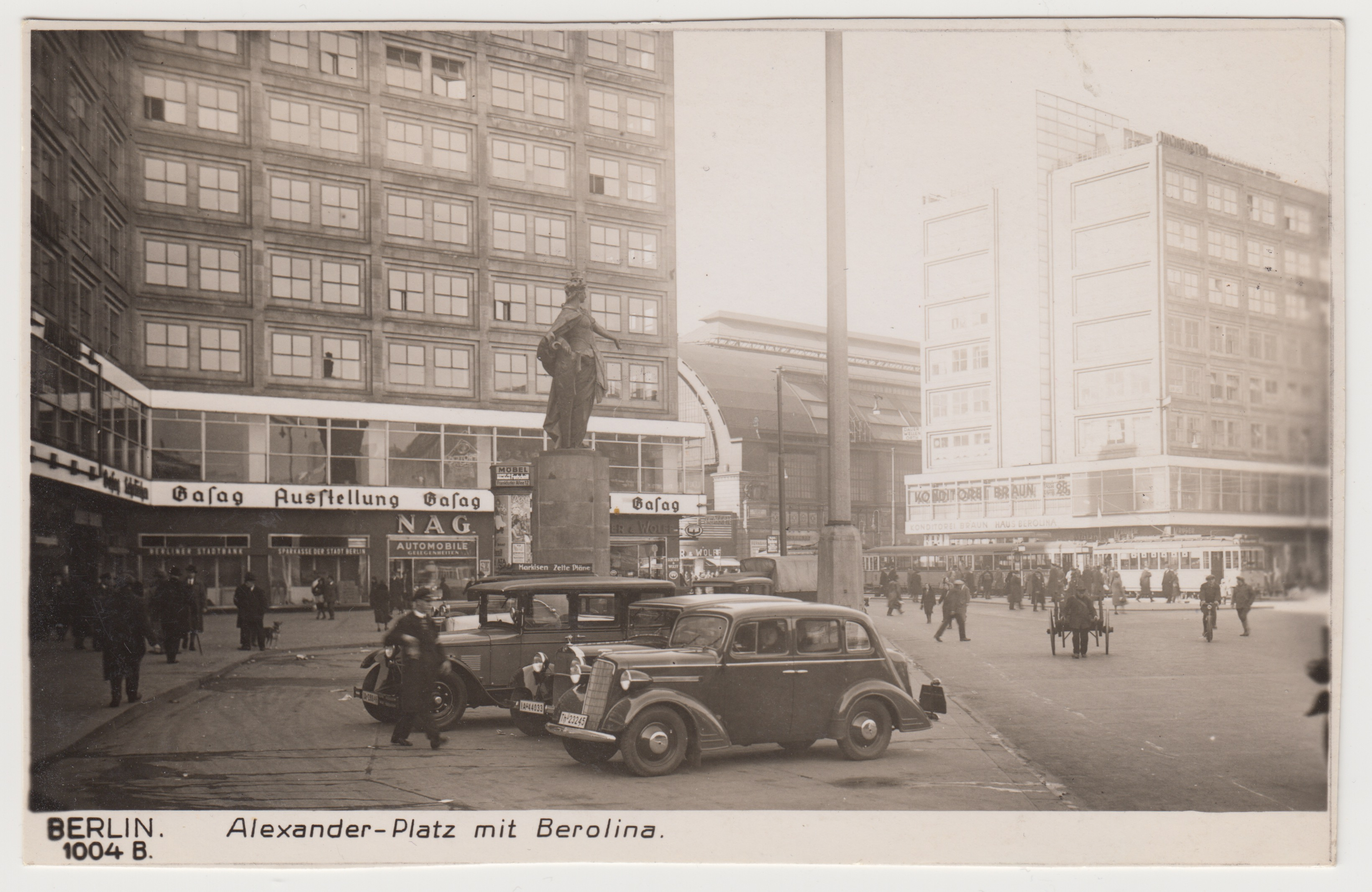
Echtfoto-Ansichtskarte in größerer Auflage, vermutlich Bromsilbergelatinepapier (Berlin, um 1935)

### Offsetdruck
Ab etwa 1965 setzte sich der heute noch genutzten Offsetdruck durch. Der Vierfarb-Offsetdruck wird bei Auflagen ab 1000 Stück wirtschaftlich; bei Kleinauflagen von weniger als 500 Stück kommt heute auch Digitaldruck zur Anwendung. 

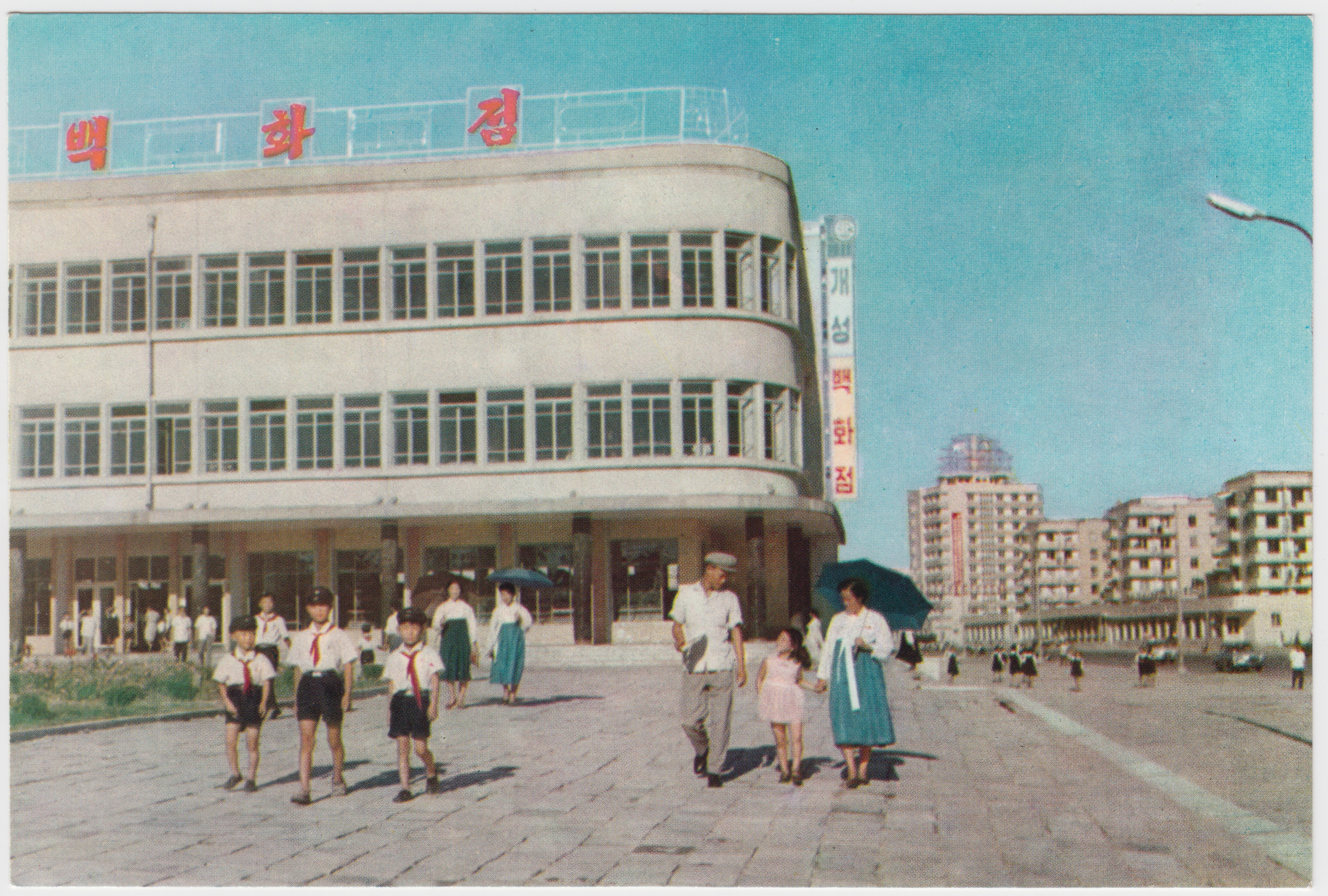
Offsetdruck-Ansichtskarte (Kaesŏng, 1972)
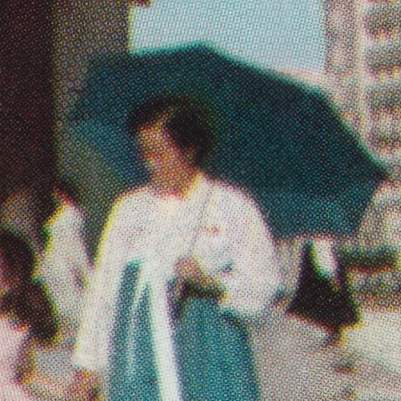
Detailansicht: deutliches Raster

## Weitere Merkmale

### Geteilte Adressseite
Die Adressseite war ursprünglich rein für die Briefmarke, Poststempel und Adressierung bestimmt. Es durfte kein Mitteilungstext aufgeschrieben werden und die Adresszeilen verliefen über fast die gesamte Breite dieser Kartenseite. Mitteilungen mussten auf die Bildseite geschrieben werden. Ab 1905 wurde die Adressenseite der Ansichtskarte in Deutschland geteilt, wobei die linke Seite für Mitteilungen zur Verfügung stand. Laut Amtsblatt des Reichs-Postamts in Berlin Verfügung Nr. 2 vom 17. Januar 1905 wurden vom 1. Februar 1905 an im inneren deutschen Verkehr briefliche Mitteilungen auf der Vorderseite der Ansichtspostkarten (= Adressseite). versuchsweise zugelassen. Der senkrechte Teilungsstrich durfte keinesfalls die linke Hälfte der Karte überschreiten. Ab 1. April 1905 war die geteilte Anschriftseite offiziell eingeführt, allerdings nur bei Ansichtskarten, nicht bei allen Postkarten und nicht für den Versand ins Ausland.
Einführung der geteilten Anschriftseite in anderen Ländern
- 1902 England (Januar)[38]
- 1903 Kanada (18. Dezember)[39]
- 1904 Frankreich, Österreich (23. November)[40]
- 1905 Niederlande, Australien (Januar),[41] Schweiz[42]
- 1907 USA

Diese neue Unterteilung wurde 1906 durch den Weltpostkongress in Rom weltweit zum 1. Oktober 1907 für alle Postkartenarten eingeführt. Geteilte Karten sind somit nie älter als das Einführungsdatum einer entsprechenden Regelung im jeweiligen Land. Bei ungeteilten Karten ist meist auf der Bildseite noch unbedruckter Platz für einige wenige Worte an den Empfänger.

### Bildbeschreibung
Da die Adressseite der Ansichtskarte anfangs für die Empfängeradresse reserviert war, mussten außer der Mitteilung des Absenders auch Bildbeschreibung (Ortsangabe, Benennung von abgebildeten Gebäuden, Landschaften usw.) und Verlagsangaben auf der Bildseite untergebracht werden. Nach 1905 fanden sich zunächst die Verlagsangaben häufiger auf der Adressseite, während – auch bei Echtfoto-Karten – die Bildbeschreibung weiter überwiegend auf der Bildseite integriert wurde. Erst in den letzten Jahrzehnten wird die Bildbeschreibung fast immer auf der Adressseite aufgedruckt.

### Vorderseite und Rückseite
Für die Post ist die Adressseite die Vorderseite der Ansichtskarte und die Bildseite die Rückseite. Diese Festlegung gilt zudem für die deutsche philatelistische und philokartistische Fachsprache und für alle Arten von Postkarten. Unter anderem im englischsprachigen Raum wird dies bei Ansichtskarten umgekehrt gehandhabt.

## Markt

### Marktbeschreibung
Die Blütezeit der Ansichtskarten wird als „Goldenes Zeitalter der Ansichtskarten“ zwischen 1897 und 1918 bezeichnet. Während dieser Zeit wurden sehr viele solche Karten versendet und es gab eine beachtliche Auswahl davon. Diese große Beliebtheit hat sie seit dem nicht mehr erreicht, weil sie allmählich von moderneren Kommunikationsformen wie beispielsweise Telefon und später E-Mail verdrängt wurde. Im Gegensatz zu früher lohnt es sich für Verlage nicht mehr, Karten von allen Orten anzubieten, da die Nachfrage heutzutage zu gering ist. Stattdessen gibt es Karten von Regionen oder großen Metropolen mit viel Tourismus. Von namhaften touristischen Orten beziehungsweise Attraktionen gibt es immer noch einige Ansichtskarten zu kaufen und dort werden ebenfalls viele davon verkauft. In Geschäften gibt es jetzt öfter mehr Genrefotopostkarten (beispielsweise exotische Landschaften bzw. Tiere), Kunstpostkarten und Glückwunschkarten statt lokaler topografischer Ansichtskarten zu kaufen, auch humoristische Karten und Spruchkarten sind heute beliebt. Es gibt nur noch wenige große Ansichtskartenverlage.
Manche deutsche und österreichische Postkartenverlage waren in der Zeit vor dem Ersten Weltkrieg auch international von Bedeutung, so wurden damals in den USA viele Ansichtskarten aus Deutschland z. B. vom Münchner Verlag von Ottmar Zieher bezogen. Dabei wurden verschiedene Motive (z. B. Münz- und Briefmarkenmotive oder Prägekarten) extra für den amerikanischen Markt hergestellt. Der Grund für die internationale Spitzenposition dieser Verlage war eine führende Position bei der Drucktechnik.
Da anfangs noch viel mehr Handarbeit nötig und der Markt größer war, hatten die damaligen großen Ansichtskartenverlage oft mehr als 100 Mitarbeiter.
Ein spezielles Marktgebiet sind historische Postkarten, die von Sammlern erworben werden. Hierbei ist grundsätzlich festzustellen, dass der Markt in den letzten Jahren stark eingebrochen ist: Einerseits hat das Sammelgebiet an Beliebtheit verloren, andererseits sind das Angebot und die Konkurrenz der Anbieter etwa durch das Internet stark gewachsen. Die Preise für einzelne Stücke machen sich unter anderem an der Häufigkeit des Motivs fest, dem Alter der Karte und ihrem Zustand. Berührungspunkte gibt es mit dem Sammelgebiet der Philatelie (Briefmarken auf der Karte) oder dem Autographensammeln (von einer bekannten Person geschriebene oder signierte Karte).

### Herstellung
Ansichtskarten werden entweder von spezialisierten Verlagen hergestellt oder von lokalen Fotografen, Schreibwaren- und Souvenirläden. Heute kann jeder über das Internet bei verschiedenen Anbietern seine eigenen Ansichtskarten mit eigenen digitalen Bildern als Einzelstücke drucken lassen. Es wurden schon vor dem Internetzeitalter Ansichtskarten durch Privatleute in kleinen Stückzahlen hergestellt oder als Unikate Postkarten selbst bemalt, so gibt es von manchen bekannten Künstlern als Einzelstücke gezeichnete Karten.

## Verwendung

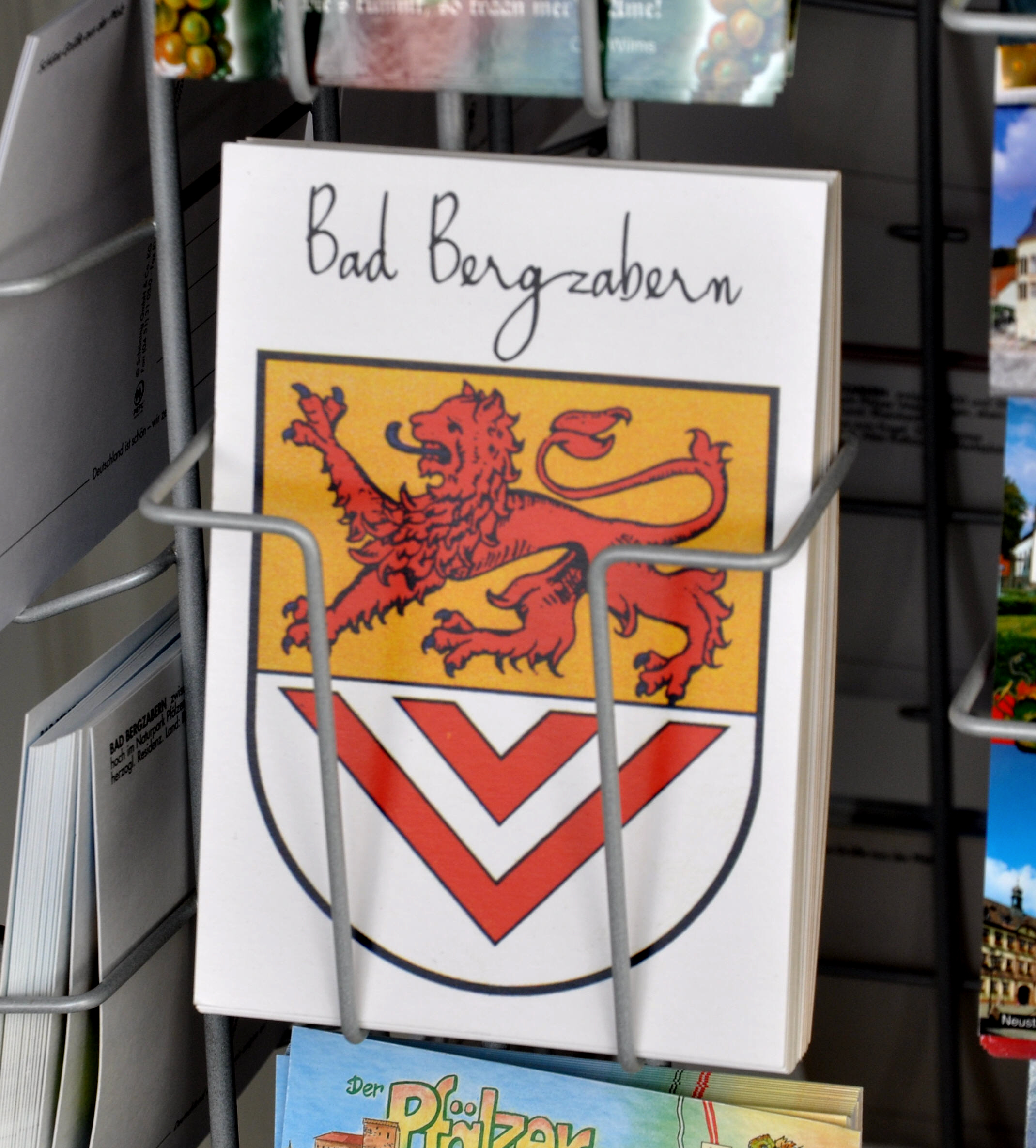
Detailansicht eines Kartenständers

Ansichtskarten werden heute häufig während Reisen oder von Ausflügen an Bekannte und Verwandte verschickt. Außerdem werden sie auch für alle möglichen Arten von Glückwünschen und Grüßen verwendet. Es gilt nach wie vor als eine freundliche und höfliche Aufmerksamkeit, Ansichtskarten von unterwegs oder zu bestimmten Anlässen zu schreiben. Seit langem werden sie für allerlei Werbezwecke eingesetzt.
Alte Ansichtskarten sind wichtige historische und kunsthistorische Belege, die oft für Heimatchroniken und zahlreiche andere Publikationen als Quellen dienen. Da private Fotografien von Objekten aus dieser Zeit selten sind, sind Ansichtskarten oft die einzigen nicht-amtlichen Fotografien. Sie wurden als Vorlage herangezogen, um beispielsweise vom Krieg zerstörte Gebäude im ursprünglichen Aussehen wiederherzustellen. Bei der Datierung einer als Ansichtskarte vervielfältigten Aufnahme ist allerdings einzubeziehen, dass für den Druck eine ältere Vorlage verwendet worden sein kann. Auch wurden Karten möglicherweise erst längere Zeit nach ihrer Herstellung verkauft oder benutzt, so dass der Poststempel oder das Datum der Beschriftung auf der Karte nur einen Terminus ante quem liefert. Neben Privatpersonen sammeln Museen und Archive solche Karten, unter anderem für kulturhistorische, dokumentarische und heimatgeschichtliche Zwecke.

### Allgemeine Literatur
- Günter Formery: Das große Lexikon der Ansichtskarten: eine Enzyklopädie der Philokartie, Phil Creativ, Schwalmtal 2018, ISBN 978-3-928277-21-1.
- Günter Formery, Thomas Fürst: Die Welt des Ansichtskartensammelns. 3., unveränderte Auflage. Phil Creativ, Schwalmtal 2015, ISBN 978-3-932198-91-5.
- Hanspeter Frech: Entwicklungsgeschichte bebilderter Postkarten. In: Michel-Rundschau. Nr. 10/1994, S. 764–776.
- Heiko Hausendorf, Joachim Scharloth, Kyoko Sugisaki, Noah Bubenhofer (Hrsg.): Ansichten zur Ansichtskarte. Textlinguistik, Korpuspragmatik und Kulturanalyse. Transcript, 2023, ISBN 978-3-8376-6634-2, doi:10.14361/9783839466346
- Anett Holzheid: Das Medium Postkarte. Eine sprachwissenschaftliche und mediengeschichtliche Studie (Philologische Studien und Quellen 231), Berlin 2011.
- Horst Hille: Postkarte genügt. Ein kulturhistorischer-philatelistischer Streifzug, Berlin 1988.
- Horst Hille: Sammelobjekt Ansichtskarte. transpress Verlag, Berlin 1989, ISBN 3-344-00401-8.
- Ludwig Hoerner: Zur Geschichte der fotografischen Ansichtspostkarten. In: Fotogeschichte 26 (1987), S. 29–44.
- Edith Krull: Kleinkunstwerk Postkarte. Aus der Arbeit des VEB Postkartenverlag Berlin. In: Bildende Kunst, Berlin, 2/74, S. 100/101
- Robert Lebeck, Gerhard Kaufmann: Viele Grüße... Eine Kulturgeschichte der Postkarte (Die bibliophilen Taschenbücher, Nr. 458), Harenberg, Dortmund 1985.
- Herbert Leclerc: Ansichten über Ansichtskarten. In: Archiv für deutsche Postgeschichte. Heft 2/1986, S. 5–65.
- Arnold Linke: Ansichten und Karten gleich Ansichtskarten. Ergänzendes zur Frühgeschichte der Ansichtspostkarte. In: Post- und Telekommunikationsgeschichte. Nr. 1, 1997, ISSN 1430-4597, S. 60–71.
- Arnold Linke, Wolfram Richter: Ratgeber für Ansichtskartensammler und die es werden wollen. Salzwasserverlag, Bremen 2007, ISBN 978-3-86741-091-5.
- Karl Riha (Hg.): Massenmedium Bildpostkarte (Forschungsschwerpunkt Massenmedien und Kommunikation an der Gesamthochschule Siegen), Siegen 1979.
- Anna Spiesberger: Postkarten, in: Südwestdeutsche Archivalienkunde, Landeskunde entdecken online (leo bw), 2017.
- Frank Staff: The Picture Postcard and its Origins. Lutherworth Press, London 1966.
- Timm Starl, Eva Tropper (Hg.): Zeigen, grüßen, senden. Aspekte der fotografisch illustrierten Postkarte (= Fotogeschichte 118, 2010).
- Timm Starl, Eva Tropper (Hg.): Identifizieren und Datieren von Postkarten, Photoinstitut Bonartes und new academic press, Wien 2014.
- Eva Tropper, Timm Starl (Hg.): Format Postkarte. Illustrierte Korrespondenzen, 1900 bis 1936 (= Beiträge zur Geschichte der Fotografie in Österreich, Band 9), new academic press, Wien 2014.
- Karin Walter: Postkarte und Fotografie. Studien zur Massenbild-Produktion. Bayrische Blätter für Volkskunde, Würzburg 1995.
- Otto Wicki: Geschichte der Post- und Ansichtskarten. Verlag Zumstein & Cie., Bern 1996, ISBN 3-909278-13-2.
- Martin Willoughby: A History of Postcards. A Pictorial Record from the Turn of the Century to the Present Day. Studio Editions 1992.